# 江城街道
江城街道，是中华人民共和国广西壮族自治区钦州市浦北县下辖的一个乡镇级行政单位。原为县城小江镇的一部分，2015年撤销小江镇，于金浦大街以南（不含金浦大街）原小江镇管辖的各社区和行政村划出121.9平方公里面积成立“江城街道”。

## 行政区划
江城街道下辖以下地区：
解放社区、江滨社区、北河社区、塘头社区、木麻根社区、平六村、六桥村、青春村、塘胜村、中心村、林村、樟家村、合群村、公家村、长田村、梅江村和桥山村。